# Черникова, Прасковья Петровна
Прасковья Петровна Черникова (? — ум. 1833, Петербург (?)) — артистка оперы (меццо-сопрано) и драмы, актриса императорского театра. Жена артиста В. М. Черникова, мать артистки Софьи Самойловой. Одна из сторон, положивших начало актёрской династии Самойловых, родоначальницей которой стала её дочь.

## Биография
Прасковья Петровна Черникова входила в число самых первых профессиональных артистов России. О её жизни и творческой судьбе известно очень мало, даже неизвестна ни точная дата, ни место её рождения.
С 1 мая 1777 года до 1826 года выступала в составе Русской придворной труппы в Петербурге (Вольный театр К. Книппера), где исполиняла роли амплуа наперсниц и комических старух в операх, комедиях и трагедиях.
1-я исполнительница партий: Хавроньи (в одной из самых первых русских комических опер «Санкт-Петербургский гостиный двор» М. А. Матинского, 1779), Прияты («Князь-невидимка, или Личарда-волшебник» К. А. Кавоса, 1805), Малиракамы («Добрыня Никитич, или Страшный замок» К. А. Кавоса и Ф. Антонолини, 1818);
1-я исполнительница в Петербурге: Хозяйки («Счастье по жеребью» неизвестного композитора, 1779).
Партнёры: её муж В. М. Черников, муж дочери В. М. Самойлов, Е. П. Бобров, М. В. Величкин, В. Волков, Г. Г. Волков, Я. С. Воробьев, К. И. Гамбуров, А. Г. Ефремов, Е. Заводина, П. В. Злов, Е. А. Зубова, А. И. Иванова, Г. Ф. Климовский, А. М. Крутицкий, А. М. Михайлова, Х. Ф. Рахманова, Е. С. Семёнова, Н. С. Семёнова, С. П. Соколов, Н. Суслов, Я. Д. Шумский.